# Demis Hassabis

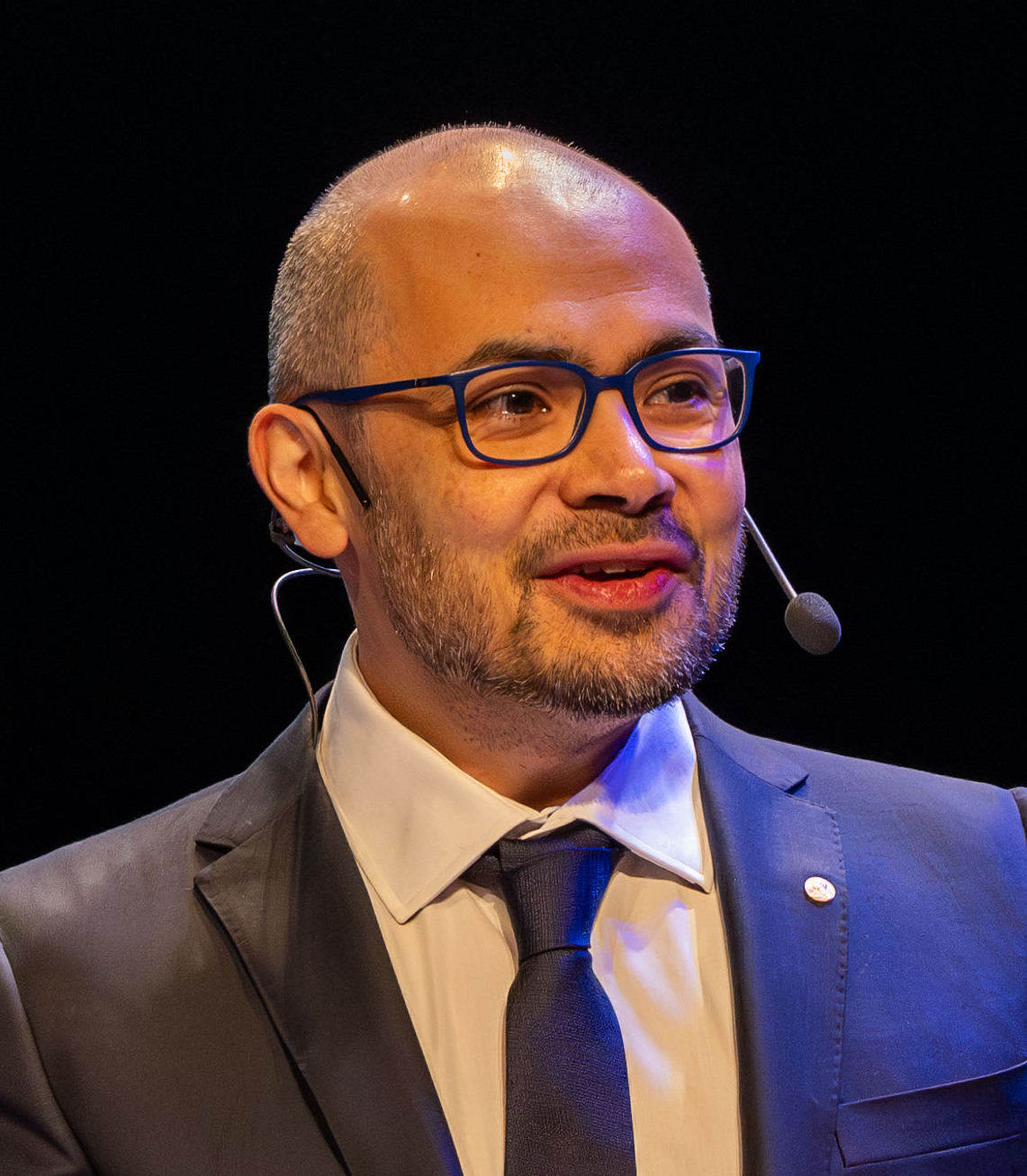
Demis Hassabis (2024)

Demosthenes „Demis“ Hassabis (* 27. Juli 1976 in London) ist ein britischer KI-Forscher, Neurowissenschaftler, Computerspiel- und Softwareentwickler, Schachspieler sowie 2010 Mitbegründer des in London gegründeten Unternehmens DeepMind Technologies. Im Jahr 2024 wurde ihm der Nobelpreis für Chemie zuerkannt.

## Leben und Karriere
Demis Hassabis wurde als Sohn eines griechisch-zyprischen Vaters und einer aus Singapur stammenden Mutter in London geboren. Er studierte ab 1994 Informatik am Queens’ College der University of Cambridge und erhielt 1997 seinen Abschluss mit doppelter Auszeichnung („double first-class honours“). Er wurde 2009 am University College London in kognitiver Neurowissenschaft promoviert.
Im Alter von 15 Jahren arbeitete Hassabis für das britische Computerspiel-Entwicklungsstudio Bullfrog Productions und war für die KI von Populous II verantwortlich. Weitere Bullfrog-Titel mit seiner Beteiligung sind Syndicate und Theme Park. 1997 wechselte er zu Lionhead Studios, dem neuen Unternehmen des Bullfrog-Gründers Peter Molyneux, wo er an der Entwicklung von Black & White beteiligt war. Ein Jahr später gründete er in London sein eigenes Entwicklungsstudio Elixir Studios, das 2003 und 2004 die Spiele Republic The Revolution und Evil Genius veröffentlichte, bevor es 2005 geschlossen wurde. Hassabis verließ die Computerspiele-Industrie daraufhin und widmete sich der Forschung.

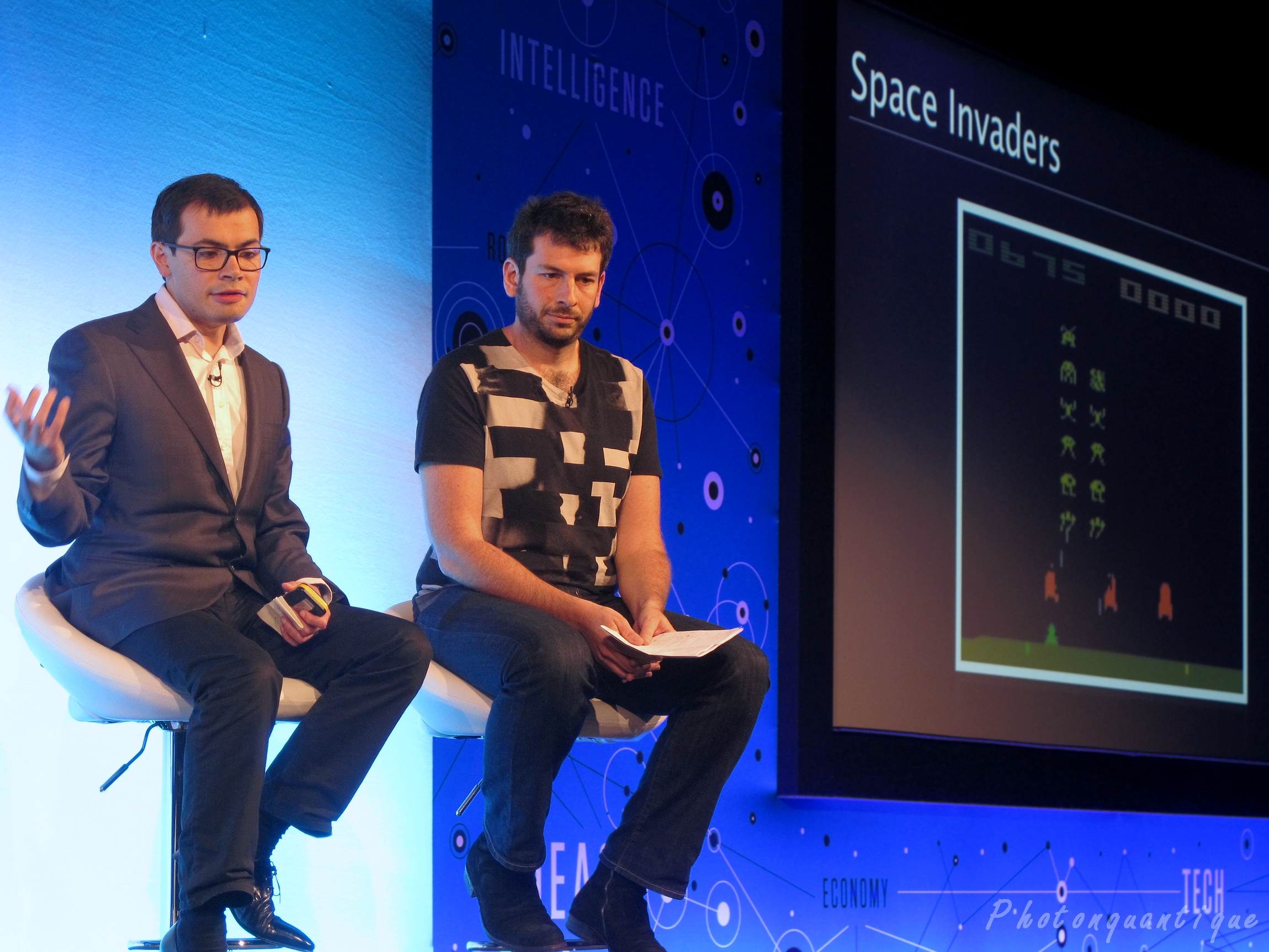
Hassabis (links) und Blaise Agüera y Arcas im Jahr 2014

Die von Hassabis mitgegründete Firma DeepMind Technologies wurde 2014 für rund 400 Millionen US-Dollar von Google übernommen. Das Unternehmen arbeitete an einer Lösung für das Brettspiel Go und schuf AlphaGo, welches 2016 den südkoreanischen Großmeister Lee Sedol besiegte. Die Weiterentwicklung AlphaZero wurde 2017 veröffentlicht und ist in der Lage, selbst lernend Brettspiele zu meistern. DeepMind entwickelt ab 2016 die KI-Software AlphaFold, die seit 2020 als Durchbruch bei der Vorhersage der Proteinstruktur basierend auf der Aminosäuresequenz des Proteins gilt.
Im Jahr 2024 wurde Hassabis gemeinsam mit John M. Jumper der Nobelpreis für Chemie zuerkannt. Sie erhielten die Auszeichnung für ihre Vorhersagen von komplexen Proteinstrukturen mit Hilfe von künstlicher Intelligenz. Gleichzeitig wurde David Baker für seine Forschungen auf dem Gebiet des computergestützten Proteindesigns geehrt.

## Schach
Im Schach war Hassabis mit 13 Jahren der zweitplatzierte hinter Judit Polgár in der Elo-Weltrangliste unter 14 Jahre und trägt seit 2002 den Titel Meisterkandidat. Er spielte von 1998 bis 2001 in der Division 1, der höchsten Spielklasse der Four Nations Chess League. In der Saison 1998/99 spielte er für die Mannschaft von Home House, in der Saison 1999/2000 für die Mannschaft von Index-IT, die durch den Zusammenschluss von Home House mit den Invicta Knights entstand, und in der Saison 2000/01 für die zweite Mannschaft von Beeson Gregory, die wiederum durch den Zusammenschluss von Index-IT mit The AD's entstand.

## Auszeichnungen
- 2020 Pius-XI.-Medaille[11]
- 2020 Dan-David-Preis[12]
- 2021 IRI Medal
- 2021 Wiley Prize in Biomedical Sciences
- 2022 Prinzessin-von-Asturien-Preis in der Kategorie „Wissenschaft“[13]
- 2022 BBVA Foundation Frontiers of Knowledge Award[14]
- 2023 Breakthrough Prize in Life Sciences
- 2023 Global Swiss AI Award 2022[15]
- 2023 Canada Gairdner International Award
- 2023 Albert Lasker Award for Basic Medical Research[16]
- 2023 Ehrendoktor der ETH Lausanne[9]
- 2023 Lovelace Medal[17]
- 2024 Keio Medical Science Prize
- 2024 Nobelpreis für Chemie

## Mitgliedschaften
- 2018 Royal Society
- 2021 American Academy of Arts and Sciences
- 2023 Päpstliche Akademie der Wissenschaften[18]

## Schriften (Auswahl)
- Demis Hassabis, Eleanor Maguire: Deconstructing episodic memory with construction. In: Trends in Cognitive Sciences. Band 11, Nr. 7, Juli 2007, S. 299–306, doi:10.1016/j.tics.2007.05.001, PMID 17548229.
- Daniel L. Schacter, Donna Rose Addis, Demis Hassabis, Victoria C. Martin, R. Nathan Spreng, Karl K. Szpunar: The Future of Memory: Remembering, Imagining, and the Brain. In: Neuron. Band 76, Nr. 4, November 2012, S. 677–694, doi:10.1016/j.neuron.2012.11.001, PMID 23177955, PMC 3815616 (freier Volltext).
- Hassabis, D., Kumaran, D., Summerfield, C., & Botvinick, M. (2017): Neuroscience-inspired artificial intelligence. Neuron, 95(2), 245–258.